# Einsatz in 4 Wänden
Einsatz in 4 Wänden war eine Docutainment-Reihe der MME Me, Myself & Eye Entertainment GmbH, die von RTL ausgestrahlt wurde. Der Producer war Lars Uwe Höltich.
Im Jahr 2004 wurde die Sendung mit dem Deutschen Fernsehpreis in der Kategorie Beste Tägliche Sendung ausgezeichnet.

## Ablauf der Sendung

Einsatz in 4 Wänden Spezial

Das Einsatz-in-4-Wänden-Team renoviert ein Zimmer. Dazu wird die Familie besucht, die Wohnung besichtigt, das betreffende Zimmer leergeräumt und die Wohnungsexpertin legt den Ablauf der Arbeiten fest. Anschließend finden die Renovierungs- und Einrichtungsarbeiten statt. Tine Wittler, Almuth Kook und Karima Ortani moderierten die Sendung als „Wohnexpertinnen“. Die Planungen der jeweiligen Umbauten werden von einem Architekturbüro vorgenommen. Die Moderatorinnen nehmen sich die Aufgabe des Dekorierens vor.
Der Bewohner darf zuvor Wünsche äußern und Vorschläge machen, aber letztlich bestimmt die Produktion, wie das Zimmer eingerichtet wird. Während des Umbaus haben die Bewohner keinen Zutritt zu dem Raum.
In Einsatz in 4 Wänden – Spezial werden sowohl einzelne Räume als auch das gesamte Haus umgebaut und neu eingerichtet. Die Hausbewohner wohnen während der Umbauarbeiten in einem Wohnmobil („Tinemobil“). Tatsächlich aber ist die Familie in der Regel bei Freunden oder im Hotel untergebracht, da das Wohnmobil nur wenig Platz bietet. Es sind auch Fälle bekannt geworden, bei denen die Renovierungsarbeiten erheblich länger dauerten als ursprünglich geplant und die Familien längere Ausquartierungen hinnehmen mussten.
Das Konzept der Spezialsendung wurde im Frühjahr 2009 stark verändert. So werden jetzt immer nur besonders schwere Fälle, die sich über zwei Sendungen erstrecken, gezeigt. Der Auftakt zu dieser Umformatierung fand bereits im Sommer 2008 statt, als ein völlig vermülltes Haus von Grund auf renoviert wurde. In den Sendungen im Frühjahr 2009 wird u. a. ein komplett baufälliger Bauernhof vollständig umgebaut und neu eingerichtet.
Verwandte Formate sind Do it Yourself – S.O.S. (ProSieben) und Zuhause im Glück – Unser Einzug in ein neues Leben (RTL II) sowie Wohnen nach Wunsch – Das Haus (VOX).

## Ausstrahlung
Einsatz in 4 Wänden übernahm ab Mitte Oktober 2003 den Sendeplatz der Show Familien-Duell. Nachdem die Sendung circa 100 Folgen werktäglich 11:00 Uhr mit sehr erfolgreichen Marktanteilen und bis zu einer Million Zuschauern ausgestrahlt wurde, lief sie ab dem 6. September 2004 im Vorabend um 17:00 Uhr und ersetzte dort Einsatz für Ellrich. Nachdem die Quoten dauerhaft unter Senderdurchschnitt lagen, wurde die letzte Sendung auf diesem Sendeplatz am 18. August 2006 ausgestrahlt. Anschließend lief die Sendung werktags 11:00 Uhr sowie im Nachtprogramm von RTL.
Zusätzlich wurden mehrere Folgen Einsatz in 4 Wänden – Spezial ausgestrahlt, welche ebenfalls sehr erfolgreich waren. Eine unvollständige Auflistung gemessener Einschaltquoten und Marktanteile dieser Spezialausgaben veranschaulicht folgende Tabelle:
| Datum             | Zuschauer | Zuschauer       | Marktanteil | Marktanteil     | Quellen |
| Datum             | Gesamt    | 14 bis 49 Jahre | Marktanteil | Marktanteil     | Quellen |
| Datum             | Gesamt    | 14 bis 49 Jahre | Gesamt      | 14 bis 49 Jahre | Quellen |
| ----------------- | --------- | --------------- | ----------- | --------------- | ------- |
| 25. Mai 2005      | 4,20 Mio. | –               | 15,6 %      | –               | [ 6 ]   |
| 1. Juni 2005      | 4,74 Mio. | –               | 16,4 %      | –               | [ 7 ]   |
| 23. November 2005 | 5,04 Mio. | –               | 15,7 %      | –               | [ 8 ]   |
| 28. Dezember 2005 | 4,93 Mio. | 3,33 Mio.       | 15,1 %      | 24,9 %          | [ 9 ]   |
| 22. März 2006     | 2,87 Mio. | 1,65 Mio.       | 8,2 %       | 11,3 %          | [ 10 ]  |
| 3. Mai 2006       | 4,00 Mio. | 2,49 Mio.       | 14,0 %      | 20,1 %          | [ 11 ]  |
| 17. Januar 2007   | 4,88 Mio. | 3,31 Mio.       | –           | 24,4 %          | [ 12 ]  |
| 31. Januar 2007   | 4,34 Mio. | –               | –           | 21,6 %          | [ 13 ]  |
| 14. Februar 2007  | –         | –               | –           | 17,6 %          | [ 14 ]  |
| 16. Juli 2007     | 2,45 Mio. | –               | 9,8 %       | 12,4 %          | [ 15 ]  |
| 23. Juli 2007     | –         | –               | –           | 14,0 %          | [ 16 ]  |
| 27. August 2007   | 3,38 Mio. | –               | 11,6 %      | 15,0 %          | [ 17 ]  |
| 14. Januar 2008   | 4,21 Mio. | –               | –           | 16,1 %          | [ 18 ]  |

Zum 9. Oktober 2006 wurde die tägliche Sendung wegen des zu geringen Marktanteils von unter 10 Prozent aus dem Programm genommen. Die Spezial-Sendungen waren davon nicht betroffen.
Die Einschaltquote ging zurück, sodass im Juni 2013 bekannt wurde, dass Einsatz in 4 Wänden eingestellt wird. Seit ihrer Einstellung wurden zahlreiche Wiederholungen ausgestrahlt, u. a. bis 2012 auf dem Pay-TV-Sender RTL Living, von Juli 2014 bis April 2015 donnerstags um 20:15 Uhr bei Super RTL sowie von 2016 bis 2020 auf RTLplus.

## Kritik
Kritisiert wird an dem Konzept die massive Produktplatzierung, vor allem von IKEA. Dem Zuschauer würden die so bevorzugten Marken als die redaktionell ausgewählten, besten Alternativen präsentiert.
Auch kritisiert wird der Begriff „Wohnexpertin“. Ein irreführender Begriff, da suggeriert wird, dass sich die Moderatorin hauptsächlich mit der Planung und Dekoration des Objektes auseinandersetze, was auch durch die Inszenierung der Moderatorin, die Details mit Handwerkern besprach und deren „Kreativität“ man hervorhob, untermauert wurde. Tatsächlich konzentriert sie sich jedoch auf das Moderieren; die Entwürfe der neuen Inneneinrichtung stammen von einem Innenarchitekten, wobei sich die Entwurfstätigkeit meist in der Kombination fertig gekaufter Möbel und Accessoires beschränkte.

## Steuerliches Nachspiel
Im Januar 2013 wurde bekannt, dass mehrere Teilnehmer der Sendung die Renovierungsarbeiten als geldwerten Vorteil versteuern mussten. So wurde eine Teilnehmerfamilie im November 2015 dazu aufgefordert, knapp 160.000 Euro an Steuern für die Renovierung nachzuzahlen.